# Madiocondro
Madiocondro is een bestuurslaag in het regentschap Magelang van de provincie Midden-Java, Indonesië. Madiocondro telt 4848 inwoners (volkstelling 2010).